# كريس همفري
كريس همفري (بالإنجليزية: Chris Humphrey) (19 سبتمبر 1987 بأبرشية سانت كاترين في جامايكا - ) هو لاعب كرة قدم بريطاني في مركز الوسط. شارك مع منتخب جامايكا لكرة القدم. أما مع النوادي، فقد لعب مع بريستون نورث إيند وشروزبري تاون ونادي ماذرويل ونادي والسول وستافورد رينجرز.

## وصلات خارجية
- كريس همفري على موقع قاعدة بيانات كرة القدم.إي يو (الإنجليزية)
- كريس همفري على موقع ناشيونال فوتبول تيمز (الإنجليزية)
- كريس همفري على موقع Soccerbase.com (لاعب) (الإنجليزية)
- كريس همفري على موقع Soccerway.com (الإنجليزية)
- كريس همفري على موقع عالم كرة القدم.نت (الإنجليزية)